# 菅原淳
菅原 淳（すがはら あつし）は、日本の打楽器奏者。東京音楽大学客員教授、昭和音楽大学客員教授、日本大学芸術学部講師。

## 経歴
大阪府出身。7歳よりマリンバを始め、大阪府立天王寺高校、東京芸術大学卒業後、パリ国立高等音楽院に留学。1974年にラ・ロッシェル国際打楽器コンクールで1位に輝くなど多くのコンクールで優秀な成績を収め、1980年にはパリで行われた国際打楽器コンクールの審査員を務める。
1983年に中島健蔵音楽賞、1996年に文化庁芸術祭において芸術祭優秀賞、1998年度に朝日現代音楽賞をそれぞれ受賞。
ソリストとして活動する傍ら、読売日本交響楽団に所属し、首席ティンパニ奏者を38年間務めた。
2020年より，菅原淳アレンジ・コレクションを主宰し，打楽器だけの大編成アンサンブルでオーケストラの曲を披露している。2023年より，神戸室内管弦楽団のティンパニ奏者。